# Sveti Jure
Le Sveti Jure (« Saint Georges ») est le plus haut sommet du massif montagneux du Biokovo appartenant à la chaîne des Alpes dinariques. Situé en Croatie, il culmine à 1 764 mètres d’altitude, au-dessus de la Makarska riviera.